# /2
Pour les articles homonymes, voir 2 (homonymie).
Albums de Jean-Patrick Capdevielle
Les Enfants des ténèbres et les Anges de la rue
(1979) Le Long de la jetée
(1981)
/2 est le deuxième album studio de Jean-Patrick Capdevielle. Il est sorti en 1980.

## Historique
Produit par Jean-Patrick Capdevielle assisté de Dennis Weinreich (futur ingénieur du son des studios Pinewood), /2 est enregistré au studio Scorpio Sound de Londres en compagnie de nombreux musiciens britanniques, dont Ray Cooper.
Sorti un an après le succès de Quand t'es dans le Désert, cet album fut considéré comme décevant par une partie de la critique, mais pas par les "adeptes" de Capdevielle. Les chansons C'est dur d'être un héros et Oh, Chiquita se sont écoulées respectivement à 150 000 et 200 000 exemplaires.

## Réception
Selon l'édition française du magazine Rolling Stone, cet album est le 55e meilleur album de rock français.

## Liste des titres
| 1. | C'est dur d'être un héros | 4:11 |
| 2. | La Cité fantôme           | 5:34 |
| 3. | Ton monde est vieux       | 4:51 |
| 4. | Barcelone                 | 5:37 |
| 5. | Les Rues jaunes           | 4:55 |

| 1. | Crachez la monnaie  | 4:50 |
| 2. | Ta place en enfer   | 4:20 |
| 3. | Oh Chiquita         | 4:34 |
| 4. | Les Sables mouvants | 4:35 |
| 5. | Gâche pas ta nuit   | 6:07 |